# Kapittelzaal
Een kapittelzaal of kapittelhuis (Engels: chapter house) is een ruimte in een kerkgebouw, klooster of abdij, waar de monniken of koorheren bij elkaar komen om onderwezen te worden door de abt of deken, of om met elkaar te bidden of discussiëren. Het woord 'kapittel' betekent hier 'hoofdstuk', verwijzend naar een hoofdstuk uit de kloosterregel dat hier dagelijks werd gelezen.
In een kapittelkerk (ook wel collegiale of stiftskerk genoemd) is de kapittelzaal de ruimte waar het kapittel, het college van kanunniken of stiftsdames, bijeen komt.
De elfde-eeuwse Dubbelkapel in de Sint-Servaasbasiliek in Maastricht werd vroeger aangeduid als 'kapittelhuis' of 'stiftskapel', een verwijzing naar de vroegere functie. In de abdij van Thorn was de kapittelzaal bedoeld voor de adellijke stiftsdames en enkele koorheren.

## Trivia
- De uitdrukking 'iemand kapittelen', het publiekelijk bespreken en bestraffen van iemands fouten, is hieruit voortgekomen.

## Galerij

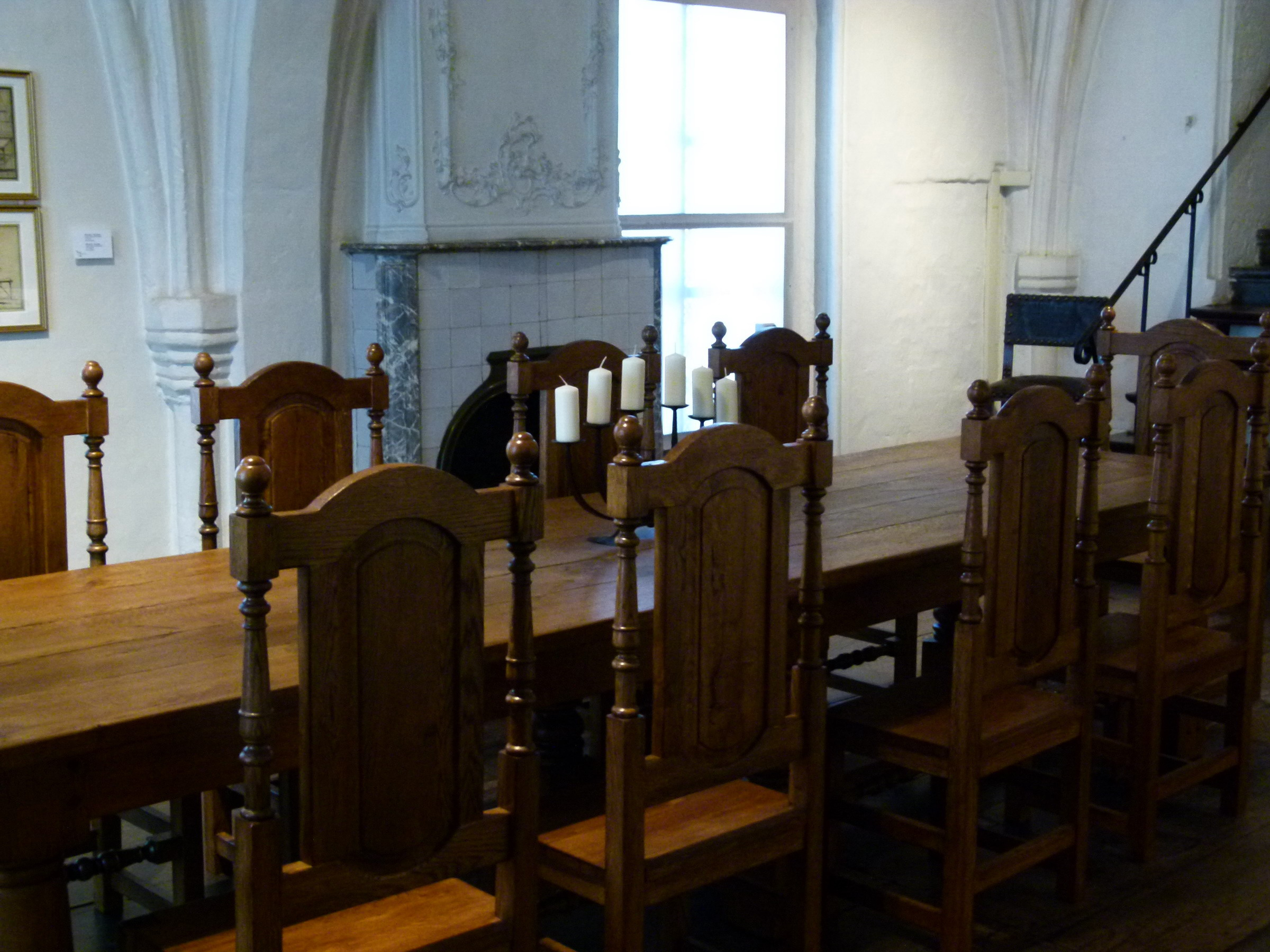
Kapittelzaal abdij van Thorn
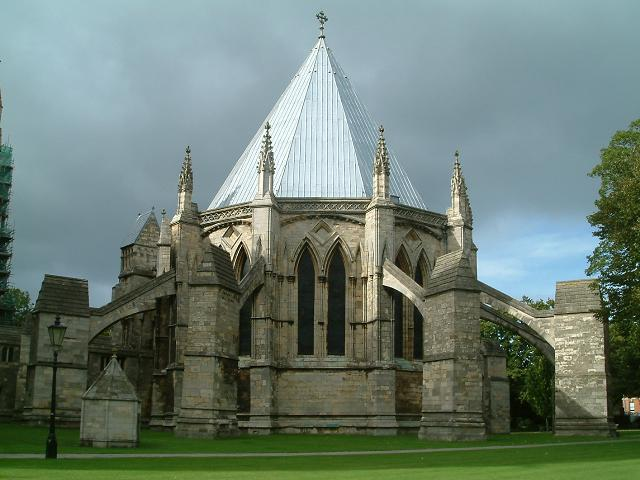
Kapittelhuis kathedraal van Lincoln
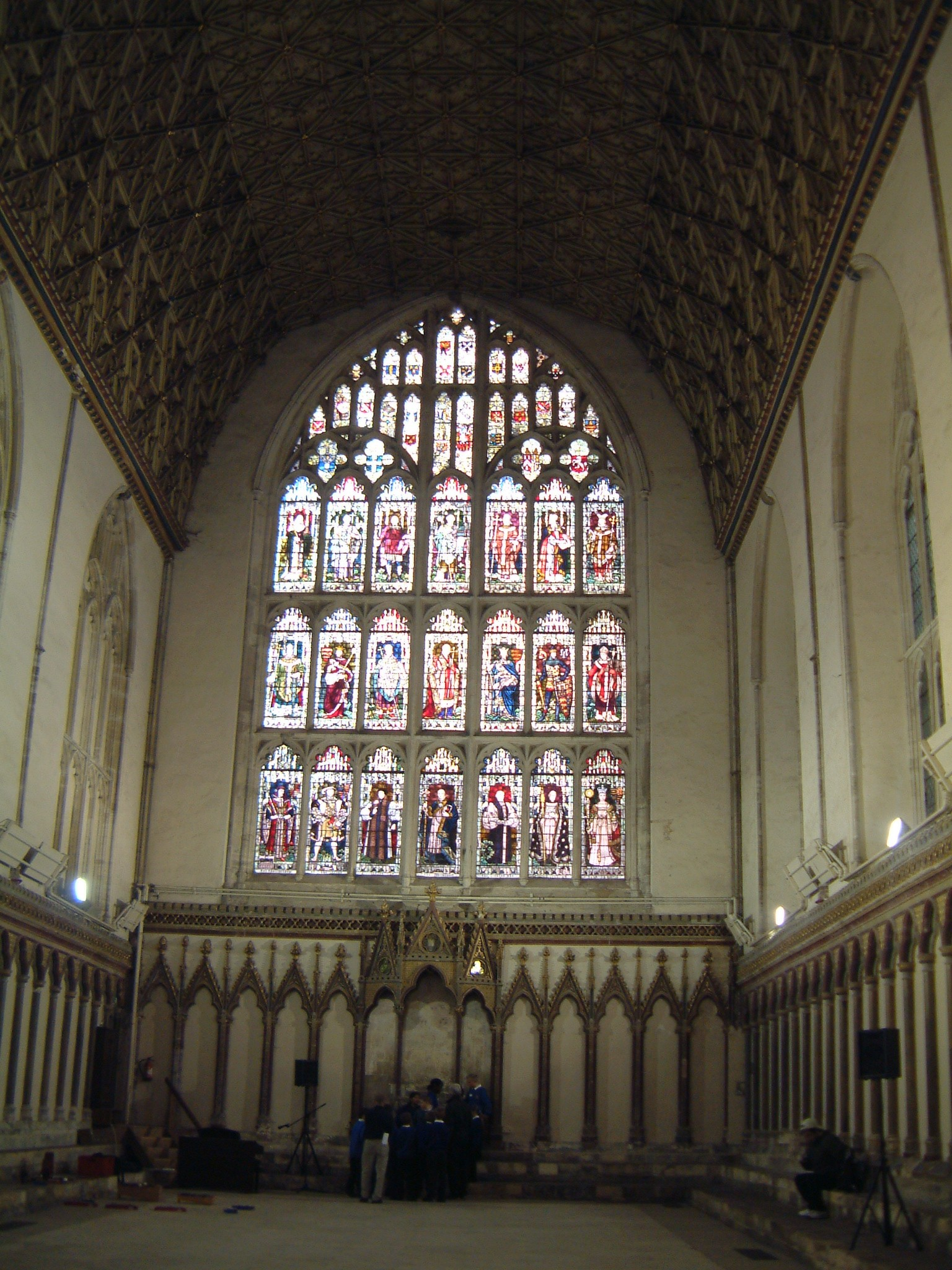
Kapittelhuis kathedraal van Canterbury
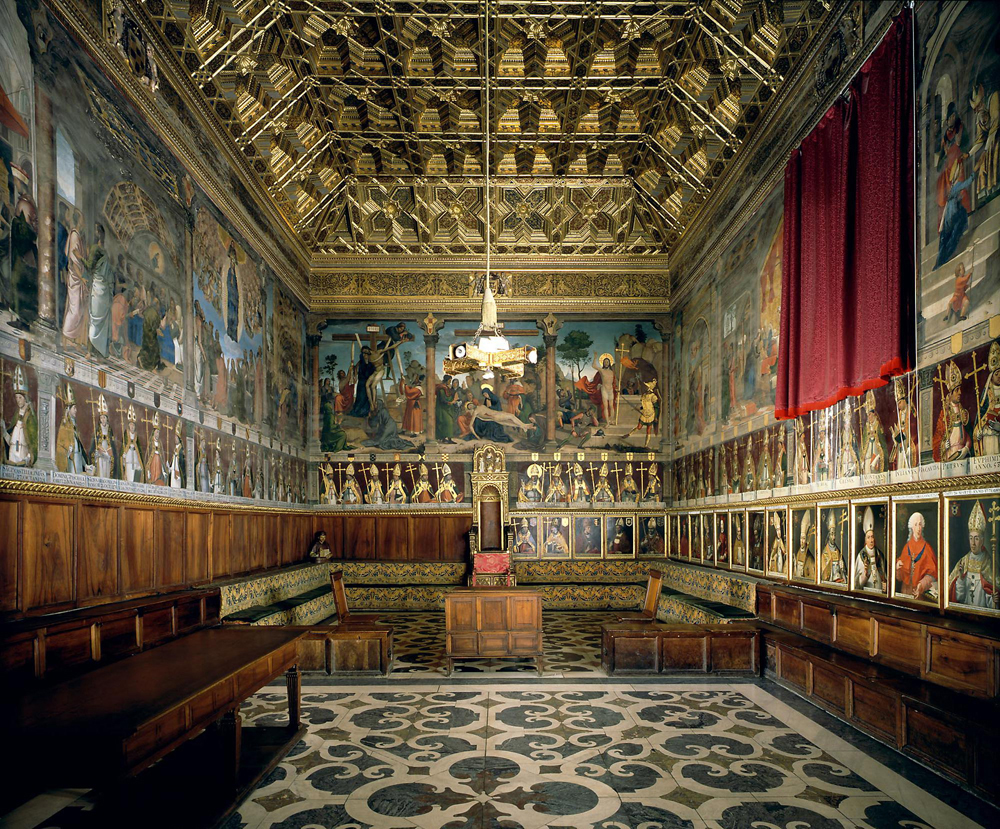
Kapittelzaal kathedraal van Toledo

bracium/brouwerij · cantharus/bron · cellae/kloostercellen · cellarium/kelder · clausuur · claustrum/kloostergang · dormitorium/slaapzaal · hospitium/gastenverblijf · infirmarium/ziekenvertrek · kapittelzaal · monasterium/kloosterkerk · pandhof · parlatorium · pistrinum/bakkerij · refectorium/refter · sacristie · scriptorium · kloostertuin